# 长桥海
长桥海位于中国云南省红河哈尼族彝族自治州蒙自市，与大屯海相邻，正好位于北回归线上。湖面海拔1284米，面积10平方千米，长6.8千米，最大宽度3.7千米，平均宽度0.8千米，最大水深6.3米，平均水深4米，湖岸线长9.5千米，正常蓄水量4500万立方米。主要接纳大洪沟、沙拉河、黎江河的河水，径流面积261.2平方千米。多余水量排往大屯海。
经人工筑坝抬高水位后，也称长桥海水库。

## 名称
长桥海原名矣波草海，明天顺三年（1459年），構木為梁，建长桥于湖泊中，長約十餘丈，始易水名为“长桥海”:62。

## 历史
长桥海为古代蒙自盆地内大型断馅湖泊的残留体:62:243。原有水面面积20余平方公里，东起马街哨，西至龙脖子，南至马头寨，北至水宁、仁厚:62。
明天顺三年（1459年），蒙自知县陆刚于海中间建造一座数百丈长木桥，交通南北两岸行人过马。清嘉庆二十四年（1819年），长桥毁圮，两岸路人又望海兴叹。草坝大郭西彝族义士师明者，义聚三坝士民，上至省垣，下通蒙阳，鼎力劝捐，终鸠工重建石桥，一桥通途，万民拥戴，便有后人在桥头立《表赞师明碑》颂扬。
民国二十五年 (1936年)，开蒙垦殖局统筹草坝农田水利建设，建草坝河网、长桥海南坝。同年，因修嘉铭河，长桥海与大屯海之间原有水道被隔断。:62
1956年，蒙自县人民委员会修建长桥海东坝后，湖面缩小为10.24平方公里:62。此后多次续修，成为蓄水量420万立方米的中型水库:62。1969年，海上长桥被拆除。